# Boum Boum Boum
Pour les articles homonymes, voir Boum.
Singles de Mika
Stardust
Boum Boum Boum est un single de l'artiste Mika sorti le 2 juin 2014. Il s'agit du deuxième single de l'artiste en français, et le premier single tiré de son album No Place in Heaven.
À savoir que la version présente sur l'album est très légèrement différente de la version single, avec les parties parlées féminines ''boum boum boum'' qui disparaissent. 
Le titre serait un appel joyeux à la tolérance, et une réflexion de sa triste expérience de l'homophobie,. Le texte de la chanson joue également sur des rimes entre le titre et certains mots ou noms du monde arabe comme « Oum Kalsoum », « Brahim Asloum » ou encore « Loukoum ».

## Genèse
Un soir pendant les enregistrements de The Voice France, en dînant avec son ami et collaborateur Doriand dans une brasserie chic du 16e arrondissement de Paris, Mika a vu un homme qui se déshabillait dans son appartement dans l'immeuble en face de la brasserie.
La chanson a été écrite sur la nappe de la table de brasserie.

## Clip vidéo
Le clip de Boum, Boum, Boum, sorti le 7 juillet 2014 et réalisé par Jonathan Lia, inclus de nombreuses références cinéphiles. Mika apparaît tour à tour en cow-boy (Il était une fois dans l'ouest de Sergio Leone), agent secret (James Bond 007 contre Dr No de Terence Young), jeune homme du XVIIIe siècle (Barry Lyndon de Stanley Kubrick), détective privé (Le Faucon maltais de John Huston) ou encore en aventurier (Lawrence d'Arabie de David Lean). Le mannequin Rosie Mac, doublure d'Emilia Clarke dans Game of Thrones y figure comme son amoureuse.